# Географія Північної Америки

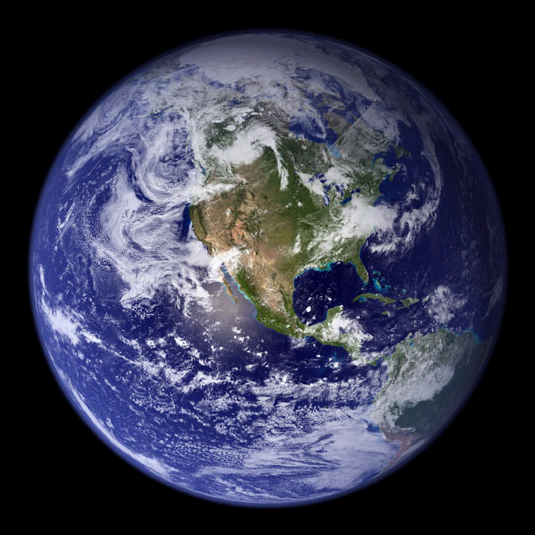
Північна Америка з космосу

Північна Америка — третій за величиною континент, а також складова другої за величиною частини світу Америки.У Північній Америці є всі кліматичні пояси, в горах сформована вертикальна кліматична зональність.  Найбільша річкова система материка Міссісіпі з Міссурі має довжину 6420 км; інші річки: Св. Лаврентія, Макензі, Юкон, Колумбія, Колорадо. Північна рівнинна частина материка, що зазнала зледеніння, багата озерами льодовикового походження Вінніпег, В.Невільниче, В. Ведмеже і інші. На півночі материка є численні озера льодовикового походження, на межі Канади і США — Великі озера. Ліси займають близько 1/3 території материка. Загальна площа сучасного зледеніння становить 2 млн км2.

## Загальний опис

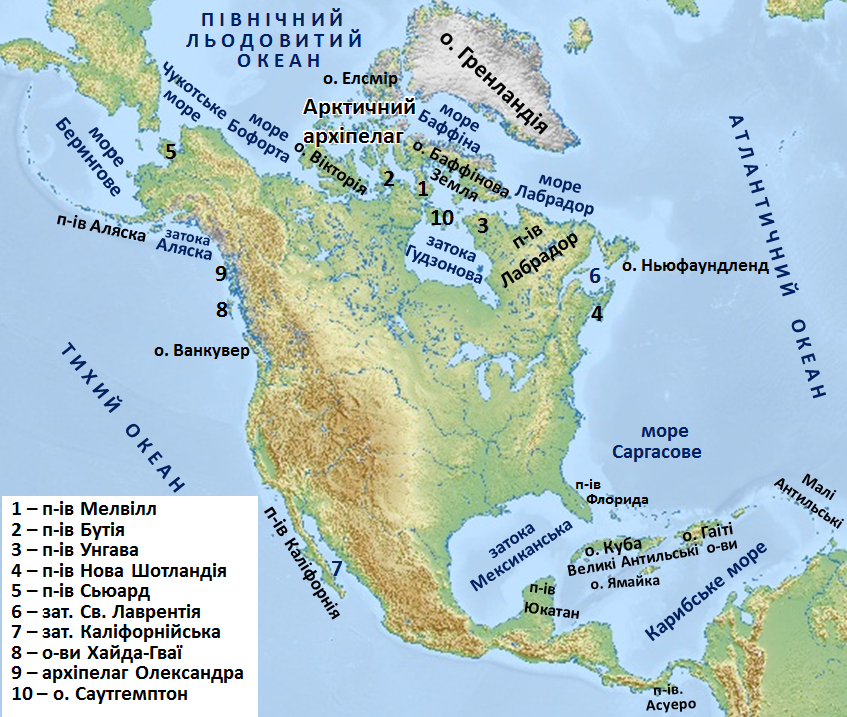
Берегова лінія Північної Америки

Північна Америка розташована повністю у Північній півкулі. Материк омивається Тихим океаном, Атлантичним та Північним Льодовитим океанами. Берегова лінія Північної Америки доволі розчленована, особливо у північній частині, де розташовано Канадский Арктичний архіпелаг, моря Бофорта, Баффіна, Чукотське, Гудзонова затока, Дейвісова протока, Гудзонова протока, затока Басейн-Фокс. На узбережжі Тихого океану материка розташовано Берингове море, затоки Аляска і Каліфорнійська, півострова Аляска, Каліфорнія, острови Олександра, Королеви Шарлотти, Ванкувер. На півдні материка розташовано Карибське море і Мексиканська затока,  Антильські острови, півострови Флорида та Юкатан. На східному узбережжі розташовано великий острів Ньюфаундленд та найбільший півострів материка Лабрадор. Сполучається материк з Південною Америкою Панамським перешийком, від Азії відокремлено Беринговою протокою.
Крайня північна точка материка — мис Мерчисон  — край півострова Бутія у канадській частині Арктики; крайня західна точка материка — мис Принца Уельського на Алясці; крайня східна точка розташована на південно-східному узбережжі півострова Лабрадор — м. Сент-Чарльз; найвища вершина — гора Мак-Кінлі (інша назва — Деналі) висотою 6194 м; найнижча точка — Бедуотер у Долині Смерті (-86 м).

## Рельєф
Рельєф Північної Америки різноманітний. Великі рівнини, що простягнулися на території Канади і США, на сході обмежені гірським поясом Аппалач і Лаврентійськими горами; а на заході простягаються Скелясті гори, Береговий хребет, Каскадний хребет, С'єрра-Невада. Західні хребти простягнулися на південь до Мексики (С'єрра-Мадре). Вздовж західного узбережжя простягаються гори Кордильєри (сейсмічно активна область) з внутрішніми височинами (плато Колорадо, Мексиканське плоскогір'я). Східне узбережжя низинне. 
Будова поверхні материка асиметрична: західна частина займає гірська система Кордильєри (найбільша висота 6193 м г. Мак-Кінлі), східна - великі рівнини, плато, середньовисотні гори. Внутрішні райони - високі Великі рівнини і низькі Центральні рівнини, які на сході облямовані Аппалачами. Гірський рельєф характерний для східної частини Канадського Арктичного архіпелагу і берегової частини Ґренландії. Вздовж південно-східного узбережжя материка розташовуються берегові низовини - Приатлантична і Примексиканська. Кордильєри мають ряд гірських дуг (хр. Брукса, гори Макензі, Скелясті гори і Східна Сьєрра-Мадре). На захід від цих хребтів - переривчастий пояс внутрішніх плоскогір'їв і плато висотою 1000-2000 м (плоскогір'я Юкон, Колумбійське плато, плоскогір'я Великого Басейна і плато Колорадо, Мексиканське нагір'я).
Найпорізаніші береги материка розташовані в районах, де було зледеніння: Ґренландія, східна частина Канадського Арктичного архіпелагу, Тихоокеанське і Атлантичне узбережжя Канади і Південної Аляски. Ці райони мають складні системи фіордів. Береги Атлантичного океану на південь від 43о пд.ш. мають акумулятивне походження, існую багато лагун. На півдні Флориди та в деяких районах Центральної Америки береги утворені спорудами коралів і мангровими чагарниками.  
Особливості рельєфу Північної Америки передусім зумовлені історією геологічного розвитку території, яка налічує близько 4,5 млрд років.

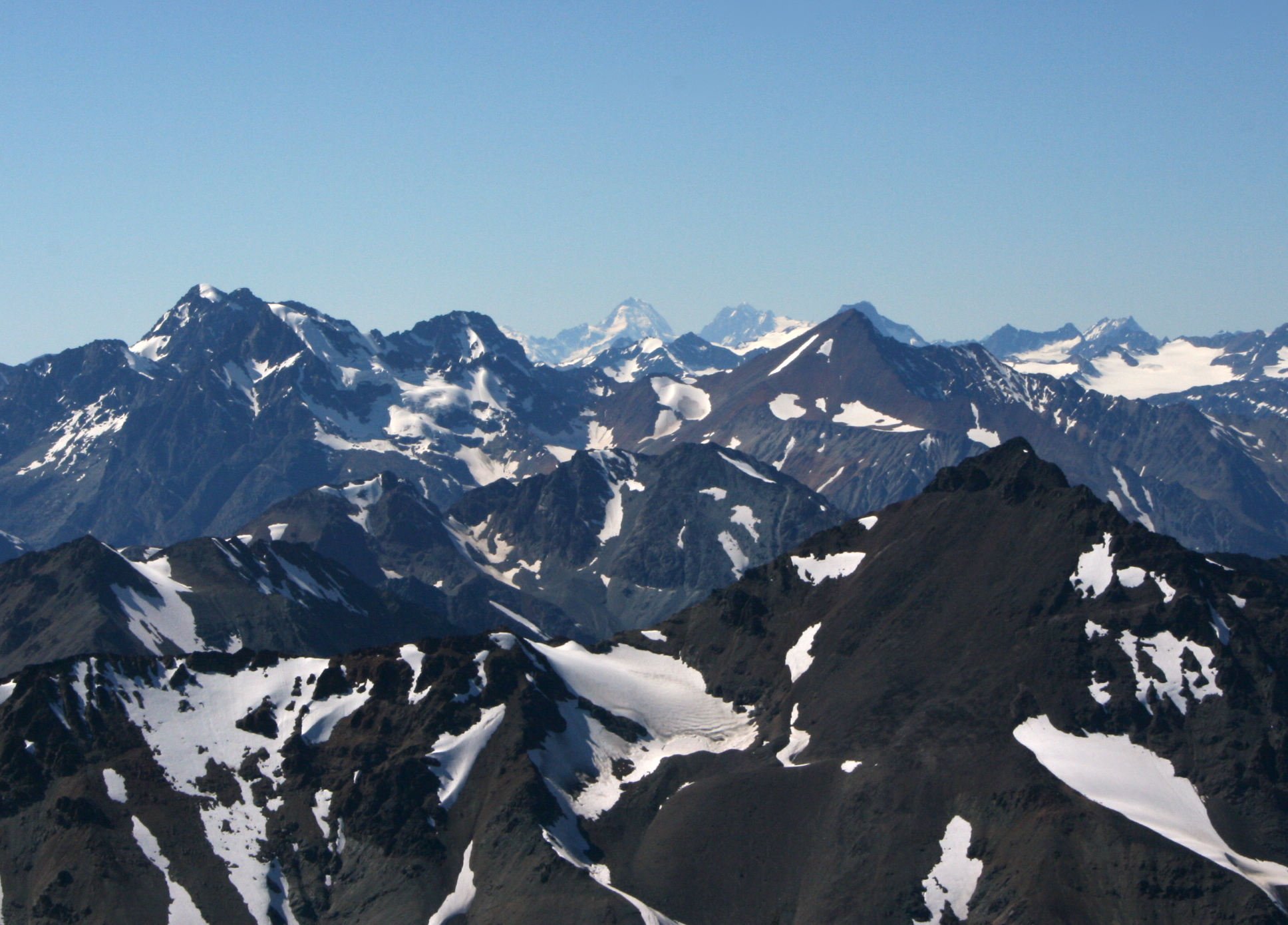
Кордильєри

В основі континенту розміщена давня Північноамериканська платформа. Хвиляста поверхня її фундаменту спричинила формування різних за висотою рівнин. Так, на півночі, де породи фундаменту платформи виходять на поверхню у вигляді Канадського щита, утворилася Лаврентійська височина. Південніше, де щит змінюється плитою, — Центральні та Великі рівнини. Значна висота останніх (подекуди понад 1 500 м) пояснюється потужними підняттями земної кори, що відбувалися в сусідній Кордильєрській області складчастості.
На півдні материка сформувалася молода платформа. Фундамент її має палеозойський вік і занурений під товщу осадових відкладів. Тут, навколо Мексиканської затоки, а також на узбережжі Атлантичного океану виникли великі низовини: Примексиканська і Приатлантична.
Загальну рівнинність на сході Північної Америки дещо порушують давні Аппалачські гори. Складкоутворення відбувалося тут іще в каледонський і герцинський періоди. Протягом тривалого часу Аппалачі руйнувалися. Нині це дуже згладжені й невисокі гори.
Найбільша область складчастості виникла на заході материка. Саме тут виникли Кордильєри — одна з найвеличніших гірських систем земної кулі. Найвища її вершина — гора Мак-Кінлі сягає висоти 6 194 м. В широкій системі меридіональних гірських хребтів виділяють дві основні гілки: західна — власне Кордильєри і східна – Скелясті гори (найвища вершина – гора Елберт – 4 399 м). Ці дві смуги гір розділені високими плато, нагір'ями, тектонічними впадинами й розломами. Серед них найвідоміші — вулканічне Колумбійське плато, плато Великий басейн, плато Колорадо, вулканічне Мексиканське нагір'я. Простягаючись більш як на 9 000 км і досягаючи завширшки 800-1 600 км, гірський ланцюг Кордильєр продовжується в Південній Америці. Утворення Кордильєр, як і Анд, безпосередньо пов'язане з формуванням западини Тихого океану. Тут, на заході Америки, Тихоокеанська літосферна плита занурюється під материкову, зминаючи її у величезні складки.
Численні розломи на дні Тихого океану продовжуються в хребтах Кордильєр. З ними зв'язані виверження вулканів і руйнівні землетруси, що відбуваються тут постійно. Найбільші вулкани — Попокатепетль та Орісаба (найвищий на континенті — 5 700 м).
18 квітня 1906 р. у місті Сан-Франциско стався землетрус, який тривав менше хвилини. Проте його сила була понад 8 балів. Пожежі, що трапилися внаслідок цього, довершили справу. Місто було повністю зруйновано, загинуло 3 000 чоловік, 25 000 чоловік залишилися без житла.
У формуванні рельєфу Північної Америки брали активну участь і зовнішні процеси. Багато тисяч років тому північні райони материка були вкриті льодовиком, який досягав сорокової паралелі. Рухаючись, потужний льодовик вирівнював поверхню, шліфуючи навіть скелі. Він захоплював величезну кількість уламкового матеріалу (пісок, гальку, глину, валуни) і відкладав його на шляху свого просування, утворюючи тисячі горбів завдовжки у кілька кілометрів.
Формували рельєф Північної Америки також поверхневі води. Так, річка Колорадо створила один із найглибших у світі (до 1 800 м) Великий каньйон. Завдяки підземним водам, що розчинили вапняки, виникла найдовша на земній кулі карстова печера — Флінт-Мамонтова завдовжки близько 500 км.
Діяльність вітру на величезних просторах північноамериканських пустель привела до виникнення значної кількості дюн і барханів.

## Клімат
Основні особливості клімату Північної Америки визначаються значною протяжністю материка з півночі на південь, впливом оточуючих океанів, особливостями рельєфу. Від широтного положення території залежать розподіл річних сум сонячної радіації.
Арктичний пояс включає внутрішні райони Ґренландії й північну частину островів Канадського Арктичного архіпелагу. Тут переважає довга полярна ніч й сувора зима, яка змінюється коротким літом з температурами найтеплішого місяця не вище +5°С. В східній частині поясу випадає 300—400 мм опадів й зосереджені значні масиви сучасного зледеніння. В західній частині поясу дуже сухо, випадає лише 50-100 мм на рік й поширена багаторічна («вічна») мерзлота.
Субарктичний пояс займає південні, прибережні райони Ґренландії, південні острови Канадського Арктичного архіпелагу, а також північні райони материка. Зимові температури низькі — від -25 до -30°С. Середні температури липня — від +5 до +10°С. Опади зменшуються зі сходу на захід від 600 до 300 мм.
У помірному поясі лежить значна частина Північної Америки. В його складі виділяють три кліматичні області. Область морського помірного клімату займає узбережжя Тихого океану й західні схили Кордильєр. Тут переважають західні вітри, які приносять з Тихого океану в середньому 2000-3000 мм опадів на рік. Середня температура січня від 0°С на півночі до +4°С на півдні; липня — відповідно від +12 до +16°С.
Область континентального помірного клімату займає центральні райони помірного поясу. Тут тепле літо — від +18°С на півночі до +24°С на півдні; зима доволі холодна — від -20°С на півночі до -6°С на півдні. Опадів випадає від 400—500 мм в західній частині до 800 мм на сході. В цій області характерні часті зміни погоди, часто виникають атмосферні фронти, які супроводжується взимку сніговими бурями, а влітку — зливами.
Атлантичний мусонний помірний клімат з прохолодним літом й відносно холодною зимою знаходиться на заході поясу. Кількість опадів збільшується до 1000—1500 мм на рік. Сніжна й холодна зима (від -15°С на півночі до -2°С на півдні) змінюється неспекотним й вологим літом (відповідно від +16°С до +20°С).
Субтропічний пояс займає південні штати США, від Каліфорнії і Нью-Мексико на заході до Алабами на сході. Літом в цьому поясі переважають тропічні, зимою — помірні повітряні маси. В цьому поясі можна виділити три області. Область субтропічного середземноморського клімату займає західні райони поясу (штат Каліфорнія). Тут тепла (від +6°С до +8°С) й волога зима (400—450 мм) змінюється сухим й неспекотним для цих широт літом (близько +20°С) через вплив холодної Каліфорнійської течії.
В центральній частині поясу (плато Великий Басейн й прилягаючі зі сходу райони Великих рівнин) переважає субтропічний континентальний клімат. Тут дуже спекотне літо, прохолодна зима й майже цілий рік безхмарно й сухо. Середні температури січня сягають +9°С, середні липневі — +32°С, опадів — близько 200 мм на рік.
Область рівномірно вологого субтропічного клімату займає Примексиканську й Приатлантичну низовини, а також північні райони півострова Флорида. Зима тут тепла (близько +10°С), влітку спекотно й волого. В цю область цілий рік приносяться опади з Атлантичного океану, а влітку — ще й з Мексиканської затоки.
Тропічний пояс займає південь Флориди, Мексиканське нагір'я й півострів Каліфорнія. В цьому поясі цілий рік спекотно — середньорічна температура вище +20°С. За умовами зволоження в межах поясу виділяють дві кліматичні області. Область тропічного пустельного клімату представлена на Мексиканському нагір'ї й на півострові Каліфорнія.
Область тропічного вологого клімату охоплює узбережжя Мексиканської затоки в межах Мексики, Антильські острови й південь Флориди. Тут цілий рік середні температури повітря в межах +20..+25°С, багато опадів, особливо на навітряних схилах гір.
В субекваторіальному поясі лежить найвужча частина Північної Америки в межах материкової Центральної Америки. Тут середня річна температура повітря вища за +25°С й багато опадів (1500—2000 мм на рік).

## Гідрографія

### Річки
Найбільша річкова система Міссісіпі — Міссурі (довжина 6420 км); інші річки: Святого Лаврентія, Макензі, Юкон, Колумбія, Колорадо. Півн. частина материка, що зазнала зледеніння, багата озерами (Великі озера, Вінніпег, В.Невільниче о., В.Ведмеже і інш.). Загальна площа сучасного зледеніння — 2 млн км².
Річка Святого Лаврентія і Великі озера утворюють півмісяць (з озерами Вінніпег, Атабаска, Велике Ведмеже і Велике Невільниче) навколо гір Канадсько-Лаврентійського щита, звідки бере початок річка Гудзон. Ґренландія (найбільший острів Землі, не рахуючи Австралії) з високим, покритим льодом плато із сильно порізаною береговою лінією (фіорди); особливості: озеро Верхнє (найбільший запас прісної води у світі); Великий каньйон на ріці Колорадо; Національний парк Редвуд; у Каліфорнії ростуть найвищі у світі дерева;річки (довші 1600 км): Міссісіпі, Міссурі, Макензі, Ріо-Гранде, Юкон, Арканзас, Колорадо, Саскатчеван-Боу, Колумбія, Ред, Піс, Снейк.
Міссісіпі — це система водотоків, що сформувалася внаслідок злиття трьох річок, власне Міссісіпі, Міссурі та Огайо. Басейн річки охоплює 1/6 частину континенту.
У верхів'ях Міссісіпі протікає через численні озера, утворюючи пороги й перекати. Тут річка широка, але несудноплавна. У теплий період року вона розливається, а взимку вкривається кригою.
Нижче місця впадіння Міссурі в Міссісіпі два потоки, завширшки близько кілометра кожний, течуть, не перемішуючись, протягом 150—180 км. Порівняно чиста та світла вода Міссісіпі тече уздовж лівого берега. Після впадіння Огайо — найповноводнішої притоки, об'єм води в Міссісіпі зростає більш як удвічі. Ширина її в цьому місці перевищує 2 км. Річище стає звивистим, у ньому багато островів. У нижній течії Міссісіпі тече в субтропічних широтах і ніколи не замерзає. Внаслідок зливових дощів і танення снігу на Міссісіпі часто бувають катастрофічні паводки. Траплялися випадки, коли за одну добу змивалися цілі населені пункти. А якось навесні один із річкових портів став сухопутним, опинившись за кілька кілометрів від самої річки. Міссісіпі залишила його, проклавши нове річище. Для захисту від розлиття вод Міссісіпі вздовж річки побудовані спеціальні дамби завдовжки кілька тисяч кілометрів.
Річки басейну Тихого океану беруть початок у Кордильєрах. Їх витоки розташовані на відстані не більш як 150 км від океану. Отже, річки тут відносно короткі, бурхливі та багатоводні. Течуть у вузьких і глибоких ущелинах.
Оскільки річки басейну Тихого океану зароджуються на значній висоті, вони мають велику швидкість течій та великі запаси гідроенергії. Особливо виділяється у цьому відношенні найповноводніша з річок басейну — Колумбія, що має льодовикове живлення.

### Озера

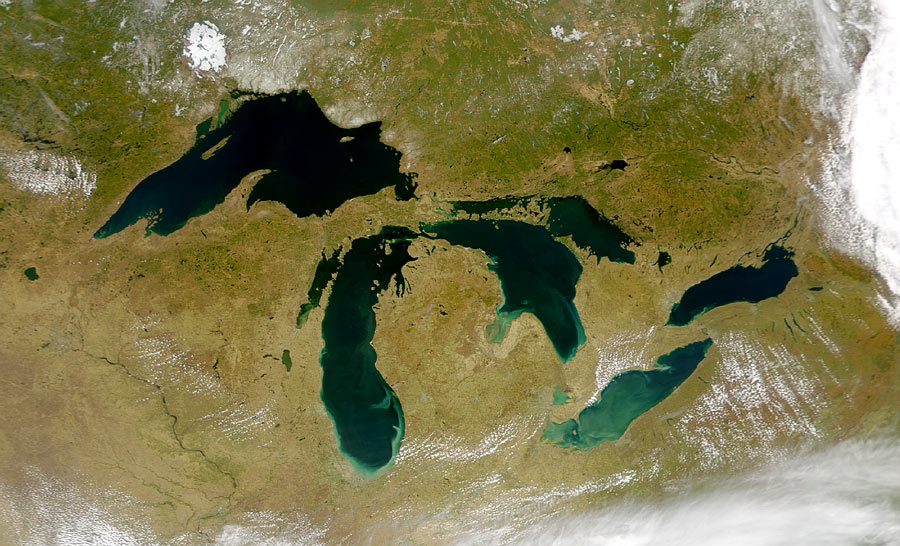
Великі озера на фото з супутника

В Північній Америці розташована найбільша прісноводна озерна система світу. Вона об'єднує п'ять значних за розмірами озер, які величезними сходинками спускаються до Атлантики і віддають їй свою воду через річку Святого Лаврентія. За об'ємом води Великі озера перевищують Балтійське море.
Останніх два озера в цьому водному ланцюжку сполучені між собою річкою Ніагарою, на якій розташований всесвітньо відомий Ніагарський водоспад.
Улоговини Великих озер виникли в тектонічних прогинах, а потім були поглиблені давнім льодовиком. Ці озера є важливим джерелом прісної води. Окрім того, вони ніколи повністю не замерзають, тому протягом року їх використовують для судноплавства.
Значні за площею озера розташовані на північному заході материка. В їх утворенні також брав участь давній льодовик. Кілька безстічних залишкових озер є на нагір'ї Великий Басейн. У наш час, втративши стік до океану, вони майже всі стали солоними. Найбільшим серед них є Велике Солоне озеро.
Великі запаси води законсервовані в льодовиках Ґренландії і Канадського Арктичного архіпелагу.

## Ґрунти
Червоні і червоно-бурі, інколи чорноземи, але рідко, в лісах сіроземи, в степах коричневі ґрунти, в горах пісок, ґрунтів немає.

## Тваринний світ Північної Америки
Тваринний світ Північної Америки дуже різноманітний, оскільки сам материк розташований практично у всіх кліматичних зонах.
У тундрі зустрічається білий ведмідь, північний олень, полярний вовк і заєць. Вівцебики живуть тільки на півночі арктичного узбережжя Канади. Більше поширені північні олені, які представлені двома видами: лісовим і тундровим оленем.
Тваринний світ тайгової зони більш цікавий. Всюди живе американський лось, який харчується листям і молодими пагонами. У цій зоні також поширені хутрові тварини: куниця, ласка норка, а також скунс і видра. Серед великих хижаків — бурий і чорний ведмеді, росомахи, вовки, рисі. З гризунів типові ондатра і канадський бобер. Серед їжатцевих характерний великий гризун поркупайн. В основному він живе на деревах.
У мішаних і широколистяних лісах ви зустрінете байбаків, хом'яків, землерийок, віргінського оленя. Також на цій території мешкає представник сумчастих щурів - опосум.
Південний схід Північної Америки — місце унікальної фауни. Тут зустрічаються алігатори і алігаторові черепахи. Серед земноводних примітна жаба-бик, довжина якої досягає 20 см.
Символи безкрайніх рівнин цього материка — бізон і антилопа-вилоріг. Часто зустрічається хижак — степовий вовк-койот. У Кордильєрах мешкають степові козли і барани, а також ведмеді грізлі.
На жаль, деякі види тварин через діяльність людини знаходяться на межі зникнення. Для їх збереження створено ряд заповідників і національних парків. У Південній Америці є понад 50 національних парків,  найвідоміші з них Йєллоустонський і Йосемітський.
Ссавці Північної Америки:
- Американська норка
- Барибал
- Білий ведмідь
- Бурий ведмідь
- Вовк
- Горностай
- Грізлі
- Єнот-полоскун
- Какоміцлі
- Калан
- Канадська рись
- Кінкажу
- Койот
- Ласка
- Лисиця звичайна
- Носуха
- Оцелот
- Песець
- Пума
- Росомаха
- Руда рись
- Рудий вовк
- Скунс
- Ягуар
- Ягуарунді

Рептилії Північної Америки:
- Крокодили
- Змії
- Черепахи
- Ящірки

Земноводні Північної Америки:
- Жаби

## Фізико-географічне районування
За фізико-географічне районуванням Північна Америка поділяється на 10 фізико-географічних країн:
- Канадський Арктичний архіпелаг (охоплює численні шельфові острови на півночі Канади; східний край архіпелагу припіднятий (до 2926 м), порізаний фіордами, вершини вкриті крижаними шапками, на іншій території переважає платоподібний рельєф; на більшій частині архіпелагу панують арктичні тундрові ландшафти, на крайньому півдні — типові тундрові);
- Гренландія (найбільший острів Землі, геологічно пов'язаний із континентом; близько 84 % поверхні займає величезний крижаний щит, інша частина — гориста (до 3700 м); ландшафти змінюються з півночі на південь: полярні пустельні, тундрові, приокеанські лугові);
- Канадський щит (плоскогір'я з льодовиковим рельєфом, східна частина припіднята (до 1621 м), центральна частина зайнята Гудзоновою затокою і приморською низовиною; клімат арктичний і субарктичний; ґрунти мерзлотно-тайгові, тундрові; ландшафти тундрові, тайгові, скелясті безлісі простори);
- Аппалачі (система складчастих гірцинських хребтів і плоскогір'ів; клімат помірно вологий приатлантичний; з півночі на південь зміняються лісові ландшафти бореального, суббореального і субтропічного типів, представлені своїми висотними варіантами);
- Центральні рівнини (піднесені пластові рівнини із залишковими височинами; клімат помірно-континентальний, із зменшенням зволоження на захід; ґрунти: чорноземи, каштанові; ландшафти: степові (прерії), лісостепові, на півдні — напівпустельні);
- Великі рівнини (високі ступінчасті пластові рівнини, що простягнулись широкою смугою уздовж східного схилу Кордільєр; клімат помірно-континентальний; ґрунти: чорноземи, каштанові; ландшафти: степові (прерії), лісостепові, на півдні — напівпустельні);
- Берегові низовини (охоплює Приатлатичну і Примексиканську низовини, сильно заболочені в приморській смузі; клімат вологий субтропічний; переважають лісові ландшафти, що переходять на заході в лісостепові й степові, на крайньому півдні Флориди  — в тропічні лісові);
- Кордильєри (простягається вздовж західного узбережжя Північної Америки; часто поділяють на 3 окремі фізико-географічні країни: Скелясті гори, Внутрішні плоскогір'я, Береговий хребет; клімат від субарктичного до субтропічного; ландшафти: від гірських хвойних лісів (на півночі) до пустелі (на південному заході), із чітко вираженою висотною поясністю);
- Мексиканське нагір'я (охоплює Каліфорнійський півострів, гори Західні й Східні Сьєрра-Мадре (до 4054 м) з внутрішнім плоскогір'ям, обрамлений на півдні Поперечною Вулканічною Сьєррою; внутрішня частина нагір'я характеризується дуже аридним кліматом в пануванням тропічних пустель; на схилах периферичних хребтів зволоження зростає і з'являються горно-лісові тропічні ландшафти;
- Центральна Америка (займає перешийок між Північною і Південною Америкою, що являє собою продовження Кордильєр (до 4220 м) з активним сучасним вулканізмом, а також Антильські острови; клімат тропічний і субтропічний; ландшафтна структура строката, на рівнинах поширені савани, в горах в залежності від експозиції схилів і висот — савани, вологі субтропічні і тропічні ліси).

### Природні зони
В широтній зональності ґрунтово-рослинного покриву в Північній Америці відбувається поступове збільшення кількості тепла з півночі на південь й наростання сухості клімату в  частині материка зі сходу на захід. На території Канади природні зони змінюють одна одну з півночі на південь. Але природні зони тундр і лісів на сході континенту простягаються далі на південь, що пов'язано з впливом холодної Лабрадорської течії.
Південніше Великих озер зміна природних зон відбувається зі сходу на захід. Це пов'язано з наростанням континентальності клімату в цьому напрямку.
У Кордильєрах, Аппалачах і горах Центральної Америки проявляється висотна поясність ландшафтів.
Зона арктичних пустель займає більшу частину Ґренландії й Канадського Арктичного архіпелагу. На сході зони (льодовики Ґренландії й Канадського архіпелагу зосереджені в основному поблизу моря Баффіна) величезні простори зайняті льодовиками, а на заході — кам'яними арктичними пустелями. Поверхня льодовиків являє собою майже безжиттєвий простір. Значну частину біомаси в кам'яних пустелях утворюють нижчі рослини — водорості і бактерії, що живуть на поверхні й у ґрунтовому шарі, а також мохи й лишайники. На суходолі зустрічаються полярні миші — лемінги, якими харчуються песці й вовки.
Зона тундри формується в субарктичному кліматичному поясі. В цій зоні при невеликій кількості тепла й опадів характерне перезволоження ґрунтів. Тому в зоні багато боліт, озер, невеликих річок. На тундрових торфово-глеєвих ґрунтах ростуть розріджені трави (куртини дріад, полярні маки, незабудки), а також зарості карликової берези і вільхи. Величезні простори зайняті мохами й лишайниками. В американській тундрі живуть північний олень карібу, вівцебик, лемінг, песець, вовк.
Зона лісотундри в Північній Америці строкатіша, ніж в Євразії. Вододільні ділянки займає кущова й мохово-лишайникова тундра. По долинах річок, які течуть з півдня поширені лісні ландшафти. Північну межу деревної рослинності утворює ялина чорна і ялина біла. Зона лісотундри простягається смугою шириною 500 км.
В межах помірного кліматичного поясу розташовано близько третини території Північної Америки. Термічний режим й умови зволоження неоднорідні. Тому в складі поясу виділяється кілька природних зон.
Хвойні ліси (тайга) простягаються на півночі поясу від атлантичного узбережжя на сході і тихоокеанського на заході, обриваючись в Кордильєрах. Як і в лісотундрі, тут широко представлені сфагнові й низинні болота. Рослинний покрив зони — це переважно темнохвойні ліси на мерзлих і підзолистих ґрунтах. В канадській тайзі переважають ялина й сосна. В тайзі збереглись: чорний ведмідь барибал, сірий ведмідь грізлі, американський лось, лісовий бізон, рись, єнот, скунс, ондатра, червона лисиця, бобри та інші.
На південь від зони тайги на рівнинах Північної Америки зміна природних зон відбувається в напрямку від узбережжя Атлантичного океану вглиб материка.
Зона мішаних лісів займає область Великих озер. В цій зоні поєднуються масиви хвойних, вузьколистих (береза, тополя) й широколистих лісів на дерново-підзолистих і бурих лісових ґрунтах. На узбережжі поширені переважно хвойно-широколистяні ліси. В їх складі поширені кілька видів кленів, буки, липи, дуби, ясені; з хвойних характерні — туя, сосна, ялина.
Зона широколистих лісів лежить на південь і південний схід від мішаних лісів. До основних лісотвірних порід зони належать дуб (білий, червоний), липа, бук, каштан, магнолія, горіх чорний. В передгір'ях Аппалачів переважають бук і дуб; на сході й півдні Центральних рівнин — ще й деякі реліктові рослини (тюльпанове дерево, листопадні магнолії). Багатство широколистих лісів пов'язано з родючістю бурих лісових ґрунтів, які щорічно отримують в 2,5 рази більше органічної маси, ніж в тайзі. Тваринний світ в цій зоні зберігся на природоохоронних територіях.
Зона лісостепів і прерій знаходиться на Центральних і Великих рівнинах південніше тайги й західніше мішаних й широколистих лісів. Підзона прерій займає західну частину Центральних рівнин. Під преріями розуміють безлісі рівнини з високотравною, переважно злаковою рослинністю. Голубий і малий бородач становлять 80 % всього травного покрову прерій. Ґрунти цієї підзони — чорноземи. Підзона лісостепів простягається через Великі рівнини з заходу на схід. Основний тип ландшафту — невеликі луги з переважанням злакових — пирію й типчаку. Основні ґрунти тут — сірі лісові й лучно-чорноземні.
Зона степів також неоднорідна. Типові степи отримують 550—600 мм опадів на рік. Це чорноземні рівнини, які зараз майже повністю розорані, порізані ярами й балками. Сухі степи займають західні райони Великих рівнин й переходять на Колумбійське плато й південь плато Фрезер в Кордильєрах. Річна сума опадів в сухих степах до 400 мм на рік. Це не забезпечує гарантованих врожаїв сільськогосподарських культур, тому значна частина земель не розорана, а зайнята пасовищами. Місцеві злаки — трава Грамма, бізонова трава. Ґрунти сухих степів каштанові з низьким вмістом гумусу.
Зона пустель і напівпустель помірного поясу займають найсухіші райони Колумбійського плато й майже всю територію Великого Басейну. Річна сума опадів рідко сягає 250 мм на рік. Основа рослинного покрову — зарості чорного полину на сіро-бурих ґрунтах.
Характерною ознакою субтропічного поясу є переважання вічнозеленої рослинності. Формування природних зон в субтропічному поясі пов'язано з різницею у зволоженні. Зміна зон відбувається зі сходу на захід.
Субтропічні вологі вічнозелені мішані ліси займають Приатлантичну низовину й прилеглі до неї з півночі й заходу території. Вододільні ділянки зони більш сухі й тут переважають соснові ліси. Низькорослі пальми, магнолії, орхідеї надають лісам екзотичний вигляд. В рослинності широких заболочених руслах річок виділяються тис і болотний кипарис. Ґрунти зон відзначаються значним вмістом гумусу й сполук заліза й алюмінію — червоноземи й жовтоземи.
Субтропічні прерії поступово змінюють ліси по мірі зменшення кількості опадів. Вони є продовженням прерій помірного поясу. Але в субтропічних степах вищі температури, більше випаровування, менш родючі ґрунти (червоно-чорні й червоно-каштанові). Зручні для землеробства простори зони зайняті плантаціями, бавовнику арахісу, тютюну.
Зона субтропічних степів є перехідною від прерій до пустель. В складі рослинного покриву переважають злакові низько травні асоціації в поєднанні з колючими вічнозеленими чагарниками. Під цією рослинністю формуються коричневі й сіро-коричневі ґрунти.
Зони напівпустель і пустель субтропічного поясу чергуються на території південної частини Великого Басейну й північних районах Мексиканського нагір'я. Основна рослина на півночі зони — чорний полин. Для Мексиканського нагір'я характерні кактуси, які сягають 10-15 м висоти й мають чудернацькі форми, агави, юки. В субтропічному поясі знаходяться пустелі Мохаве, Хіла, Аризона, Сонора. Серед тварин зони багато плазунів (гримуча змія, кораловий аспід, ядозуб), гризунів, трапляються броненосці.
Зона напівпустель і пустель продовжується в тропічному поясі й охоплює весь півострів Каліфорнія. Формуванню пустель в цьому районі сприяє холодна Каліфорнійська течія.
Зона середземноморських твердолистих вічнозелених лісів і чагарників займає Тихоокеанське узбережжя й прилягаючі райони в крайній західній частині субтропічного поясу. Кліматичні умови протягом антропогенового періоду тут не змінювались, тому збереглись реліктові рослини. Для цієї зони характерні зарості секвої. Субтропічні хвойні ліси сильно постраждали від пожеж та вирубок. Їх місце зайняла вторинна чагарникова формація, головним представником якої є сухолюбний вічнозелений дуб. Під сухими лісами й чагарниками зони формуються коричневі ґрунти. В умовах зрошувального землеробства багато ділянок зони зайнято під сади й плантації цитрусових.
Тропічний пояс включає невелику частину материка — крайній захід й південь Мексиканського нагір'я, південь Флориди й майже всю Центральну Америку. В залежності від умов зволоження в цьому поясі чергуються дві характерні зони: савани й рідколісся на червоно-бурих ґрунтах; постійно вологі тропічні ліси на вологих чорних й червоних ґрунтах. Перша зона представлена на півдні Мексиканського нагір'я й сухих плато Центральної Америки і підвітряні схили Великих Антильських островів. Друга — на півдні Флориди, навітряних схилах Великих Антильських островів, узбережжі Мексиканської затоки. Тут збереглись заболочені ліси з переважанням пальм, оповитих ліанами.
У Кордильєрах й Аппалачах виникає висотна поясність ландшафтів. Підніжжя гір майже не відрізняється від навколишніх ландшафтів. Але з підняттям у висоту природні зони змінюються в тій послідовності, в якій вони йдуть з півдня на північ.
Природа Північної Америки сильно змінена в результаті господарської діяльності людини. З 170 млн га лісів, залишилось 9 млн га. З метою збереження природних ландшафтів, рідкісних рослин і тварин створено кілька десятків охоронних територій: національних парків, заповідників, резерватів. Найвідомішими природоохоронними територіями Північної Америки є Великий каньйон на річці Колорадо, Мамонтова печера, парк Секвоя в горах Сьєрра-Невада.

### Ландшафти
Північна Америка є континентом з унікальним ландшафтним різноманіттям — від арктичних пустель і тундри на півночі до тропічних джунглів на півдні, від рівнинних прерій до високогірних масивів Кордильєр. Ландшафти Північної Америки належать до 21 типу ландшафтів: 1 — льодовикові; 2 — пустельно-арктичні; 3 — тундрові; 4 — лісотундрові; 5 — приокеанські лугові; 6 — тайгові; 7 — підтайгові; 8 — суббореальні широколистянолісові; 9 — суббореальні гумідні лісові притихоокеанські; 10 — суббореальні лісостепові; 11 — суббореальні степові; 12 — суббореальні пустельні; 13 — субтропічні вологі лісові; 14 — субтропічні лісостепові; 15 — середземноморські; 16 — субтропічні сухостепові; 17 — субтропічні пустельно-степові; 18 — субтропічні і тропічні пустельні; 19 — тропічні саванові; 20 — тропічні перемінновологі лісові; 21 — тропічні постійновологі лісові.
Типи ландшафтів континенту представлені 37 групами ландшафтів: 1 — нізинні морські алювіальні рівнини; 2 — низинні алювіальні рівнини; 3 — низинні пластовомоноклинальні рівнини; 4 — низинні міжкуестові рівнини на карбонатних глинах;
5 — низинні озерно-льодовикові рівнини; 6 — піднесені озерно-льодовикові рівнини на кристалічній основі; 7 — піднесені озерно-льодовикові рівнини на пластовій основі з палеозойських карбонатних порід; 8 — піднесені пластові рівнини на крейдяних пісковиках і конгломератах, перекритих озерно-льодовиковими відкладами; 9 — піднесені пластові рівнини з льодовиковою акумуляцією; 10 — високі передгірські пластові рівнини з льодовиковою акумуляцією; 11 — високі пластові рівнини з льодовиковою акумуляцією;
12 — піднесені цокольні рівнини докембрійських щитів з льодовиковою акумуляцією;
13 — денудаційні рівнини і залишкові низькогір'я на палеозойських складчастих структурах; 14 — піднесені пластові ерозійні лесові рівнини; 15 — піднесені пластові ерозійні рівнини на палеозойських відкладах; 16 — піднесені цокольні рівнини на палеозойських складчастих структурах; 17 — піднесені лавові плато; 18 — високі ерозійні плато на верхньокрейдяних і палеогенових пісковиках, сланцях і мергелях; 19 — високі аридно-денудаційні  та дефляційні плато на неогенових пісковиках; 20 — високі аридно-денудаційні  та дефляційні плато на неогенових пісковиках з еоловими пісками; 21 — високі аридно-денудаційні  та дефляційні плато на неогенових пісковиках з лесами;
22 — високі аридно-денудаційні плато на  нижньокрейдяних карбонатних відкладах; 23 — високі аридно-денудаційні плато на пермських і тріасових червонокольорових відкладах; 24 — високі глибоко розчленовані плато на палеозойських осадових породах; 25 — високі глибоко розчленовані плато з формами льодовикової акумуляції; 26 — внутрішні западини; 27 — піднесені цокольні рівнини і останцеві низкогір'я на палеозойських структурах з льодовиковою і водно-льодовиковою акумуляцією; 28 — берегові складчасто-глибові хребти тихоокеанського складчастого поясу; 29 — сводовоскладчасті і складчасті гори мезозойського складчастого поясу; 30 — високі внутрішні нагір'я мезозойського складчастого поясу; 31 — складчасті гори на палеозойських структурах з оберненим рельєфом; 32 — складчасто-глибові гори палеозойських структурах на кристалічних породах; 33 — глибові гори на докембрійських кристалічних породах мезозойського складчастого поясу та на мезозойських гранітоїдах; 34 — глибові гори докембрійських щитів; 35 — лавові нагір'я; 36 — складчасто-глибові хребти з насадженими вулканами; 37 — острівні гори мезозойського складчастого поясу.